# Москва (лидер эскадренных миноносцев)
«Москва́» — лидер эскадренных миноносцев проекта 1, построенный для Военно-Морского Флота ВС Союза ССР, и введённый в эксплуатацию 7 августа 1938 года.
Принимал участие в боях в составе Черноморского флота ВМФ СССР на начальном этапе Великой Отечественной войны. Потоплен 26 июня 1941 года во время рейда на Констанцу.

## Строительство и испытания
Закладка «Москвы» состоялась 29 октября 1932 года на стапеле Судостроительного завода № 198 имени Андре Марти (г. Николаев, Украинская ССР). Спуск корабля на воду был произведён 30 октября 1934 года. На испытаниях, проходивших с апреля по август 1938 года, «Москва» при водоизмещении 2 330 тонн и мощности энергетической установки 77 725 л. с. показала скорость 43,57 узла при волнении моря в 3 балла. После завершения испытаний, 7 августа 1938 года «Москва» вошла в состав 3-го дивизиона Отряда лёгких сил Черноморского флота ВМФ Союза ССР.

## Служба
В ноябре 1938 года лидер «Москва» под командованием А. И. Зубкова, доставлял правительственную делегацию Союза ССР на похороны президента Турции Кемаля Ататюрка.
К 22 июня 1939 года была проведена реорганизация соединений надводных кораблей Черноморского флота: лидер «Москва» вошел в состав 3-го, а лидер «Харьков» 2-го дивизиона отряда лёгких сил.
В 1939 году 19-23 октября «Москва» нанесла еще один визит в Турцию. На борту лидера «Москва» в 1940 году, после официального визита в СССР, возвращался на родину министр иностранных дел Турции Шюкрю Махмет Сараджоглу. 15 ноября 1940 года находившуюся в Николаеве «Москву» протаранила подводная лодка С-33, повредив лидеру левый гребной винт.

### Служба во время войны
26 июня 1941 года, согласно приказу наркома ВМФ, морские и воздушные силы Черноморского флота произвели рейд на Констанцу — порт и главную базу румынского флота.
В 5.00 лидер «Москва» открыл огонь главным калибром. Огонь велся без корректировки, но после первых же залпов на берегу взметнулось пламя большого пожара в районе нефтяных баков. В 5.04 ответный огонь по лидерам открыли плохо различимые в утренней дымке на фоне берега румынские эсминцы «Реджина Мария» и «Мэрэшти», несшие дозорную службу. Румынские эсминцы медленно двигались на север, а их залпы, принятые на лидерах за огонь береговых батарей, ложились с недолетом. В 5.06 на головном лидере заметили две орудийные вспышки 280-мм орудий береговой батареи «Тирпиц». Первый залп лег с перелетом в 10 кабельтовых от «Москвы», второй двухорудийный — уже с перелетом в 5 кабельтовых, а третий залп накрыл «Москву» с недолетом 1 — 1,5 кабельтова. С лидера «Харьков» на «Москву» поступил сигнал по УКВ об отходе.
«Москва», прекратив в 5.12 огонь и поставив дымовую завесу, резко отвернула на курс отхода. Курс вел к южной кромке минного заграждения, и неожиданный отворот лидера сбил стрельбу противника. Считая опасность от артиллерийского огня большей, чем от мин, командир лидера А. Б. Тухов приказал увеличить ход до 30 узлов и уходить противоартиллерийским зигзагом. При маневрировании был потерян левый параван. В кильватере «Москвы» шел лидер «Харьков».
В 5.20 с обоих кораблей заметили след двух торпед, идущих прямо на «Москву». С «Харькова» передали на «Москву» приказание: «Буки („Больше ход“). Идти прямым курсом». Но через минуту в момент уклонения от торпед вправо над «Москвой» поднялся столб воды, огня и дыма на тридцатиметровую высоту (выше мачт). Корабль остался без хода. Зенитное 76-мм орудие продолжало стрельбу по появившемуся самолету противника.
Командир «Москвы» капитан-лейтенант А. Б. Тухов, оглушенный взрывом был сброшен в воду, замполит — батальонный комиссар Г. Т. Плющенко погиб. Через две минуты после взрыва носовая оконечность корпуса оторвалась и быстро затонула. Кормовая еще плавала на поверхности, и люди находились на боевых постах. Погружение кормовой части быстро продолжалось, и помощник командира корабля старший лейтенант Л. И. Приваленков подал команду: «Покинуть корабль». Личный состав «Москвы» спешно покидал гибнущий корабль. Дифферент кормовой части достиг 40°, и она, встав вертикально, затонула через 8 — 10 минут после взрыва в точке с координатами 44°02' с. ш. и 28° 50' в. д. на глубине 40 — 45 м.
Существует три версии причин гибели лидера «Москва». По одной одной версии, корабль подорвался на мине, по другой корабль был атакован советской подводной лодкой Щ-206, по третьей — попадание снаряда береговой батареи в запасную торпеду, которое привело к детонации. По свидетельству П. И. Качура, версия об атаке Щ-206 выглядит наиболее несостоятельной, поскольку последнее радиодонесение с лодки, датированное 28 июня, сообщает о том, что лодка с момента выхода в море не встречала кораблей противника.
После гибели лидера, румынские моряки подобрали из воды 69 членов экипажа миноносца вместе с командиром А. Б. Туховым, который впоследствии сумел бежать из румынского плена и присоединиться к одесским партизанам, но погиб незадолго до соединения партизан с наступающими частями советской армии.

## Командиры
- ??.12.1936 — ??.05.1937 — Коновалов Гавриил Акимович
- 19?? — 1938 — Андреус Константин Юрьевич
- 1938 — Осадчий М. Д.
- 10.08.1938 — 09.1940 — капитан 3-го ранга Зубков Александр Илларионович[7].
- 09.1940 — 02.1941 – капитан 3-го ранга Ерошенко Василий Николаевич
- 02.1941 — 26.06.1941 — капитан-лейтенант Тухов Александр Борисович[8]

## Обнаружение останков корабля
В начале мая 2011 года искатели, спустя 30 лет поисков, наконец, обнаружили «Москву» в 30 км от Констанцы у берегов Румынии на глубине 45 метров. Первые видеокадры, сделанные дайверами спустя 70 лет после гибели лидера эсминцев, показали, что корабль разломился пополам. Данный факт поможет точно установить причину гибели корабля:
Если бы это была мина, то она вряд ли смогла бы нанести столь серьёзные повреждения такому большому судну и разорвать его на две части. Это происходит только в том случае, если за первым следует ещё один взрыв находящегося на борту арсенала или торпеды.Военный историк Иоан Дамашин.

### Комментарии
1. ↑  Батарею обслуживали военнослужащие германского ВМФ

### Сноски
1. ↑  Качур, 2008, с. 23.
2. ↑  Качур, 2008, с. 73.
3. ↑  А. С. Николаев. С-33, ПЗС-22, РЗС-22, РЗС-422  Тип «С» IX-бис серии. deepstorm.ru (февраль 2022). Дата обращения: 10 августа 2022. Архивировано 24 июля 2022 года.
4. 1 2  Качур, 2008, с. 77.
5. ↑  Качур, 2008, с. 78.
6. ↑  Платонов, 1995, с. 50.
7. ↑  Лурье В. М. Адмиралы и генералы Военно-морского флота СССР: 1946—1960. — М.: Кучково поле, 2007. — 672 с. — 3000 экз. — ISBN 978-5-9950-0009-9.
8. ↑  Черноморский флот.
9. ↑  ВИДЕО. Новости. В Румынии спустя 30 лет поисков найден советский эсминец «Москва». Архивная копия от 17 июля 2018 на Wayback Machine Телеканал «Звезда» // tvzvezda (17 мая 2011 года)
10. ↑  В Чёрном море обнаружен погибший в годы войны эсминец «Москва». (недоступная ссылка) // radiorus.ru